# 新洋茉莉醛
新洋茉莉醛（英語：Helional）是一种芳香性有机化合物，分子式C11H12O3，可看做是洋茉莉醛（胡椒醛）的同系物，带有苯丙醛的结构，不溶于水，可溶于酒精，具花香样香气，常用于商业香水和气味剂。